# Victoria de Las Tunas
Victoria de las Tunas es el nombre que recibía la actual ciudad de Las Tunas en Cuba. Se halla en el centro-este de la isla, y es la capital de la provincia Las Tunas. Recibió el nombre de Victoria de las Tunas de las autoridades coloniales españolas, a partir de una victoria militar en una batalla que tuvo lugar el 16 de agosto de 1869 contra las fuerzas independentistas del general Manuel de Quesada. En ese combate por el control de la ciudad, participó del lado de las fuerzas rebeldes Vicente García González, el más célebre patriota de la comarca. La ciudad mantuvo este nombre hasta que en 1975, con la nueva división político-administrativa efectuada en ese año, se le retiró la palabra Victoria, comoquiera que hacía referencia a un triunfo de las fuerzas españolas en la guerra por la independencia de Cuba.
El municipio Victoria de Las Tunas estuvo dividido en los barrios Primero, Segundo, Antonio Machado, Arenas, Caisimú, Cauto del Paso, Cuaba, Curana, Dumañuecos, Ojo de Agua, Oriente, Palmarito, Playuelas y San José de la Plata.
Con el nombre Victoria siguen siendo conocidos en la ciudad un reparto y la única emisora de radio, Radio Victoria. También, la aeronáutica civil continúa identificando la ciudad como Victoria de Las Tunas.
La ciudad se encuentra al lado de la Carretera Central, entre las ciudades de Camagüey, Holguín y Bayamo.

## Demografía
En 2004, el municipio de Victoria de Las Tunas tenía una población total de 187.438 habitantes, con un área total de 891 km² y una densidad de 210,4/km².